# Lourenço de Médici
Lourenço de Médici (em italiano:  Lorenzo de' Medici; Florença, 1 de janeiro de 1449 – Villa Medicea di Careggi, Florença, 8 de abril de 1492) foi um estadista italiano, soberano de facto da República Florentina durante o Renascimento italiano. Conhecido como Lourenço, o Magnífico (Lorenzo il Magnifico) por seus contemporâneos florentinos, foi um diplomata, político e patrono de acadêmicos, artistas e poetas e também mecenas. Sua vida coincidiu com alguns dos pontos altos do início do Renascimento na Itália, e sua morte marcou o fim da chamada Idade de Ouro de Florença. A paz frágil que ele ajudou a manter entre os diversos Estados italianos entrou em colapso depois de sua morte. Está enterrado na Capela dos Médici, em sua cidade natal.

## Biografia
Neto de Cosme de Médici (o Velho), era filho de Pedro de Cosme de Médici e de Lucrécia Tornabuoni. Casou-se em 4 de junho de 1469 com Clarice Orsini, chamada Leo. Era filha de Giacomo Orsini di Monterotondo. Teve sete filhos, dos quais João de Lourenço de Médici (futuro Papa Leão X). Com a morte de seu pai, em 1469, Lourenço e seu irmão Juliano foram designados "príncipes do Estado" (em italiano principi dello Stato).
O futuro parecia tranquilo até que em 1478 aconteceu a Conspiração dos Pazzi, assim chamada em alusão à família envolvida no movimento, na verdade instigado pelos Salviati, banqueiros do Papa Sisto IV, inimigo dos Médicis. Foi feito um plano para matar os dois irmãos Médici no Duomo de Florença, durante a missa, em 26 de abril, um domingo de Páscoa. Juliano morreu, Lourenço escapou, embora ferido, salvo pelo poeta Poliziano, que o trancou na sacristia.

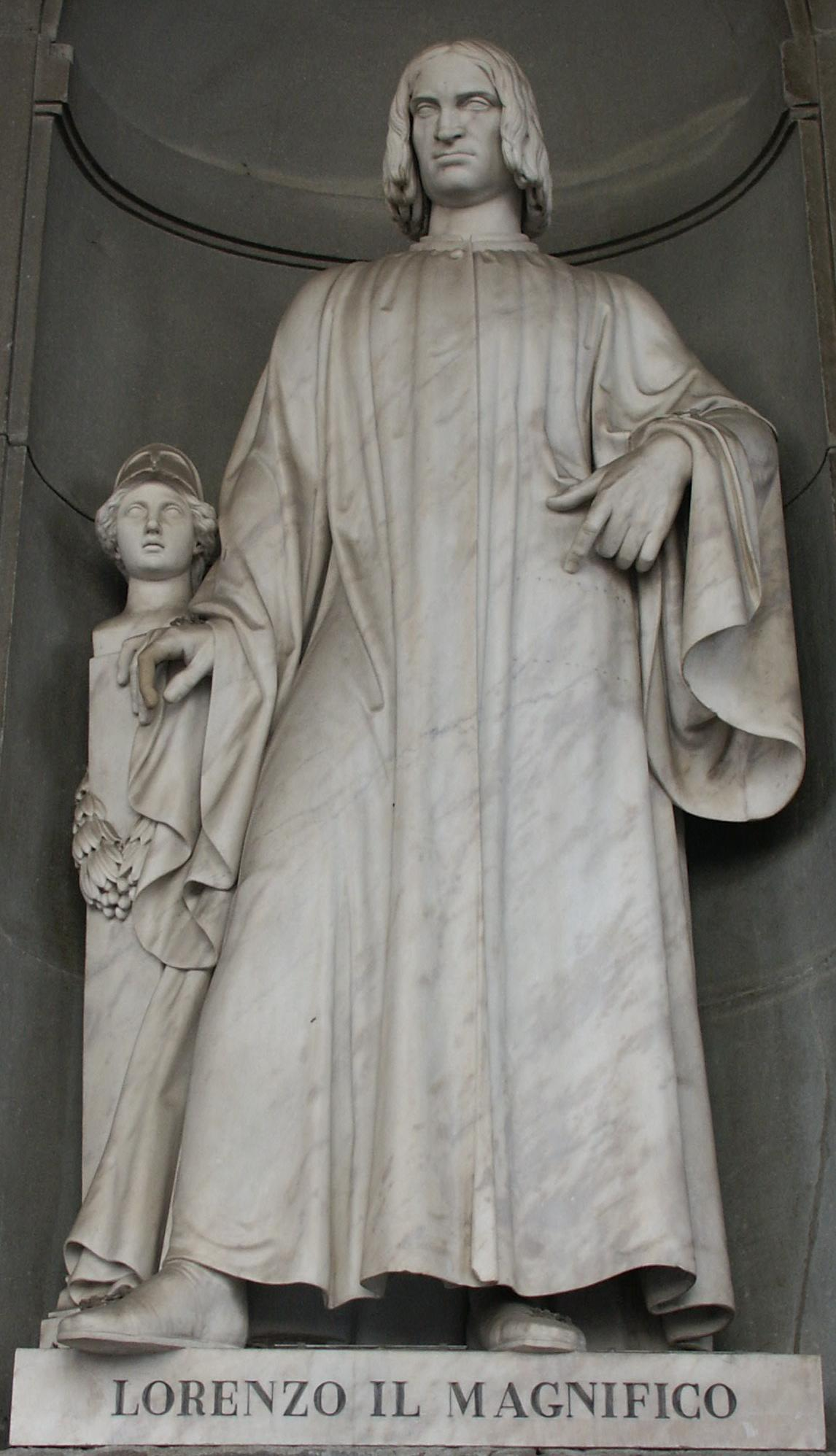
Estátua de Lourenço de Médici nos Uffizi em Florença

Os autores do plano, entre eles Francesco Salviati, arcebispo de Pisa, foram linchados pelo povo enfurecido. O Papa Sixto IV, cujo sobrinho Girolamo Riario era cúmplice, interditou a cidade de Florença por causa dos assassinatos de Salviati e dos Pazzi, apoiado pelo rei de Nápoles, Fernando I, conhecido como Don Ferrante.
Sem ajuda de seus tradicionais aliados de Bolonha e Milão, Lourenço partiu sozinho para Nápoles, em 1480, colocando-se nas mãos de Don Ferrante. Este manteve Lourenço cativo durante três meses, antes de libertá-lo com muitos presentes. Graças a sua coragem e talento diplomático, Lourenço convenceu Don Ferrante de que o Papa poderia também voltar-se contra ele, caso obtivesse muito sucesso no norte. Assim, firma-se a paz ainda em 1480. Com isso, Lourenço forçava o papa a também aceitar a paz. Segundo Maquiavel, Lourenço expôs a própria vida para restaurar a paz, indo pessoalmente negociar condições favoráveis. E mesmo depois de seu êxito, recusou tudo, desejou ser apenas o mais ilustre dos cidadãos de Florença. Com exceção de Siena, toda a Toscana passara a aceitar o governo de Florença, que oferecia o espetáculo de um extenso principado, governado por uma república de cidadãos livres e iguais.
Em geral, Lourenço manteve a política de seu avô, embora tenha sido menos prudente e mais disposto à tirania. Dotado de grande inteligência, governou num clima de prosperidade pública, aumentando a influência de sua família por toda a Itália, e manteve as instituições republicanas em Florença, ainda que só na aparência: na verdade, Lourenço foi virtualmente um tirano. Utilizava-se de espiões, interferia na vida privada dos cidadãos mas conseguiu levar o comércio e a indústria de Florença a um nível superior ao de qualquer outra cidade da Europa.

Disseram dele: 
"Dirigiu sua hábil diplomacia de modo a obter paz na península, mantendo os cinco Estados principais unidos diante da ameaça crescente de uma invasão vinda dos Alpes. Florença não poderia ter um tirano melhor ou mais agradável, e o mundo jamais viu outro patrono de artistas e letrados como ele."
Protetor de escritores, sábios e artistas, foi o impulsor das primeiras imprensas italianas. Lorenzo iniciou o movimento renascentista, que rejeita a ciência escolástica e teológica, para valorizar a pesquisa e a busca do sentido da vida, colocando o homem no centro do Universo. Seu palácio tornou-se o centro de uma cultura que, partindo da redescoberta da Antiguidade grega e latina na Europa (uma vez que os impérios islâmicos haviam sido, até então, guardiões e desenvolvedores desta sabedoria), levou a um extraordinário florescimento das artes e das letras naquela parte da Europa. Os maiores artistas e literatos frequentavam a sua corte, mas o que distinguia Lourenço de outros mecenas da época era a sua ativa participação intelectual nas atividades que promovia. Foi um elegante escritor em prosa e um poeta original. Os filósofos Marsílio Ficino e Pico della Mirandola, os poetas Pulci e Poliziano e grandes artistas como Botticelli e Ghirlandaio, eram seus hóspedes habituais. Michelangelo iniciou os seus estudos num ateliê patrocinado por Lourenço.

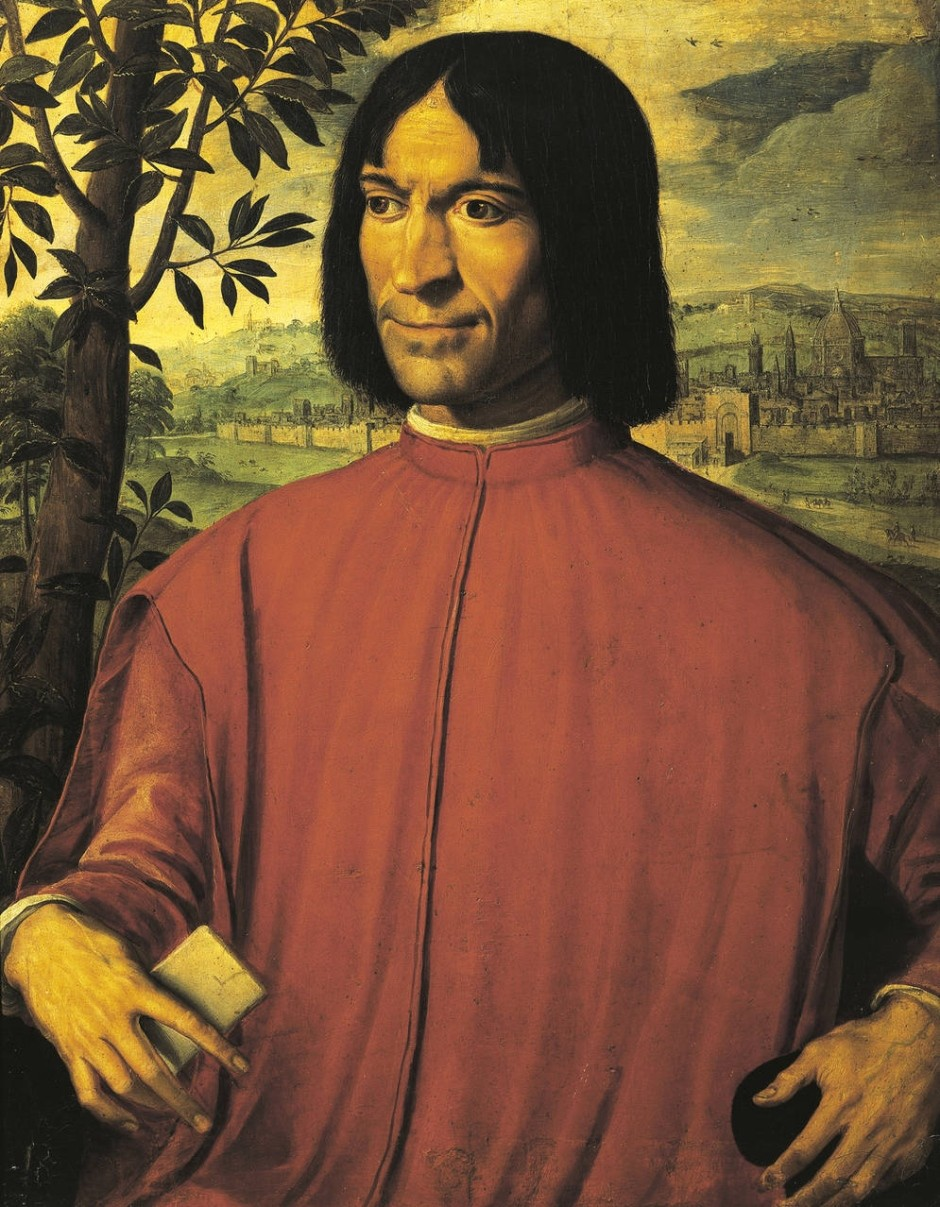
Retrato de Lourenço, O magnífico

A paz de Lodi (1454), que havia colocado um fim às disputas entre Veneza e Milão, havia trazido o equilíbrio entre os estados italianos. Em grande parte, tal equilíbrio foi mantido graças às habilidades diplomáticas de Lourenço, considerado "o fiel da balança". De fato, procurava proteger o eixo formado por Florença, Milão e Nápoles das ambições venezianas e da ambiguidade papal. O clima de relativa paz também favoreceu o Renascimento.
Organizador de festas suntuosas, seus gastos excessivos puseram em perigo a fortuna dos Médici e despertaram a ira de Jerônimo Savonarola. Ao final da vida, Lourenço entrou em conflito com Savonarola, mas a lenda que este lhe recusou absolvição antes de morrer a menos que restaurasse a liberdade da cidade de Florença não é confirmada pelos historiadores.
Após sua morte, seu filho e sucessor Pedro II (Piero) (1471-1503) é expulso de Florença por uma revolta instigada por Savonarola, em 1494. O equilíbrio político é rompido e as rivalidades entre os estados italianos acabaram por dar espaço ao envolvimento de potências estrangeiras nas disputas.

## Poeta
| “ | Ao neto de Cosimo (1449-92), cognominado il Magnifico (o Magnífico – cognome de cortesia), coube preencher, no século XV, as ambições artísticas da família […] [tendo sido] um dos mais poderosos agentes catalíticos da civilização europeia. O período em que dominou assistiu ao florescer do Renascimento, com a grandiosa era da decoração toscana a fresco e com a arte de Botticelli, de Filippino Lippi, de Ghirlandaio, de Verrocchio, do jovem Leonardo da Vinci e de Miguel Ângelo. […] Lourenço era um poeta de talento e rodeou-se de filósofos e poetas: Marsilio Ficino, Picco della Mirandola, Luigi Pulci. Ficino revelou-se o mais importante fundador do neoplatonismo, e os intelectuais do círculo de Lourenço tiveram papel preponderante na forma como ele e o período em que viveu encaram as artes plásticas. | ” |
| — Charles McCorquodale, O Renascimento – Pintura Europeia 1400-1600, Porto, Livraria Civilização Editora, 1988 (adaptado) | |   |

Lourenço reuniu em sua pessoa a melhor cultura do Renascimento. Diferentemente de muitos humanistas de sua época, apreciava os grandes clássicos italianos dos dois séculos anteriores e na juventude escreveu mesmo uma carta sobre o assunto para Frederico de Aragão, enviando-a com uma coleção de poetas italianos antigos.

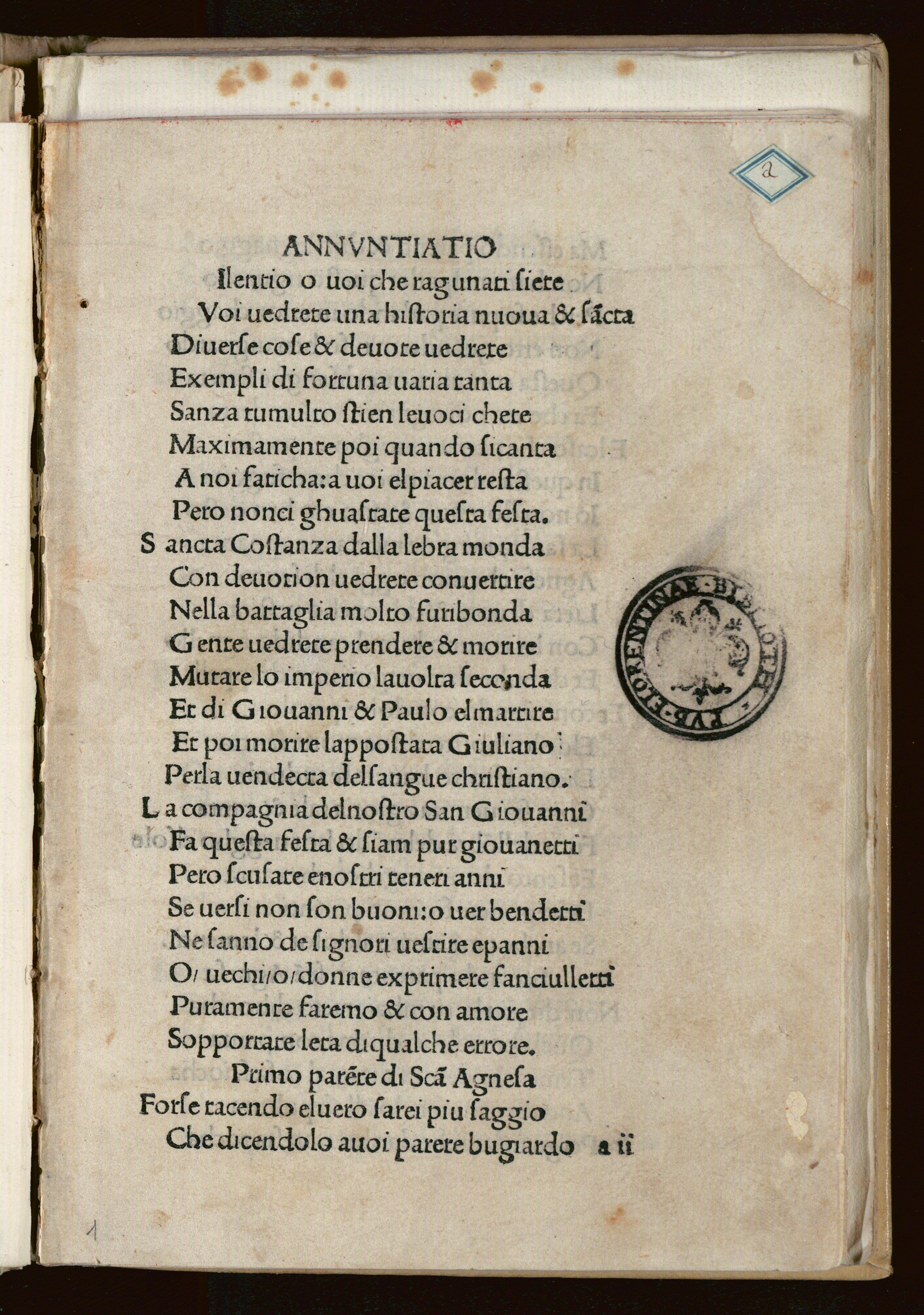
Rappresentazione dei santi Giovanni e Paolo

Seus poemas são classificados como ótimos, entre os críticos da literatura do século XV, variados em estilo e em assunto, desde canzoni do tipo de Petrarca e sonetos, à semi-paródia de Dante intitulada I Beoni. Suas canzoni a ballo, ou canções populares para dançar dos florentinos, têm uma nota lírica elevada. São consideradas admiráveis suas composições em "oitava rima": a Caccia col Falcone, por exemplo, a Ambra, fábula mitológica sobre o campo florentino, a Nencia da Barberino, pintando o amor rústico de modo idílico. Seus Altercazione, seis cantos em terza rima, discutem a verdadeira natureza da felicidade e encerram com uma prece a Deus de tom platônico. Suas Laude são de natureza puramente religiosa. Uma peça, Rapresentazione di San Giovanni e San Paolo, tem curiosa apreciação, bastante moderna, sobre o imperador Juliano. Em enorme contraste, temos suas canções de carnaval, canti carnascialeschi, tão imorais que fazem relembrar a acusação de que Lourenço buscava rebaixar a moralidade dos florentinos de maneira a escravizá-los.

## Posteridade
- Lucrécia de Médici (1470-1550)
- Pedro de Lourenço de Médici (1472-1503)
- Madalena de Médici (1473-1528)
- João de Médici (1475-1521), Papa Leão X
- Juliano de Lourenço de Médici, Duque de Nemours (1478-1516)
- Condessa de Médici (m. 1515)